# 明熙陵
熙陵，南明安宗朱由崧之父，追尊皇帝明恭宗朱常洵的陵墓。
崇祯十四年（1641年）正月廿一日，闖王李自成攻克福藩首府洛阳，杀福王朱常洵。崇祯帝辍朝三日，丧礼较其他藩王倍厚，赐谥号為“忠”，崇祯十六年（1643年）正月初八日葬于邙山之原。次年，崇祯帝自杀後，朱由崧在南京登上帝位，建立南明。追谥父亲朱常洵为贞纯肃哲圣敬仁毅恭皇帝，陵号熙陵。1924年孟津县麻屯乡庙槐村出土“明福忠王圹志”，现藏孟津文管会。盖顶“明福忠王圹志”为篆书。志石高79厘米、宽79厘米、厚10厘米。志文楷书二十一行，满行二十五字，撰文者为朱由崧。

## 明福忠王圹志
大明福忠王壙志

〇大明福忠王壙志

〇〇王諱常洵乃

神宗顯皇帝之第三子母

〇恭恪惠榮和靖皇貴妃鄭氏萬曆十四年正月初五日生二十九

〇〇〇年十月十五日

〇冊封為福王四十二年三月二十四日之國河南河南府王居國

〇〇〇敦厚和平親賢樂善遇士大夫有禮人稱其有東平河間之

〇〇〇風崇禎十四年正月二十日突有流賊數萬攻陷府城民軍

〇〇〇逃竄王獨挺身抗節指賊大罵二十一日遂死難焉一時宮

〇〇〇眷內官相率赴義冒刅投繯者百餘人

〇〇王享年五十六歲妃鄒氏子一人訃

〇聞

〇上輟朝三日特遣戚監科諸臣詣府察勘予祭葬從優一切喪禮

〇〇〇視諸藩倍厚賜諡曰忠更為之立廟建坊賜額以表其烈豎

〇〇〇碑以紀其事

〇〇東宮及在京文武官皆為致祭以崇禎十六年正月初八日

〇〇〇葬於邙山之原嗚呼

〇〇王以

〇帝室至親享有大國著聲藩輔而慷慨激烈與城俱亡剛腸浩氣

〇〇〇雖死猶生孔曰成仁孟曰取義王庶幾其無愧焉爰述其㮣

〇〇〇勒之貞珉用垂不朽云

〇〇〇〇〇〇〇〇〇〇〇〇〇〇〇孝男嗣王由崧泣血書石